# Harsweg
Harsweg ist ein Stadtteil von Emden, der Ende Juni 2015 rund 1.000 Einwohner auf einer Fläche von 1,76 km² zählte. Der Ort wurde 1945 eingemeindet und gehörte zuvor zum Landkreis Norden (seit 1932), davor zum Landkreis Emden. Der Name des Stadtteils leitet sich aus dem Altfriesischen ab und bedeutet Pferdeweg (hars = Ross und wei = Weg).
Im nördlichsten Stadtteil Emdens befinden sich ein umfangreiches Gewerbe- und Industriegebiet. Die Anschlussstelle Emden-Mitte der A 31 liegt in Harsweg. Die Anschlussstelle (laufende Nummer: 3) verfügt über eine separate Auf- und Abfahrt zum Emder Flugplatz. Durch den Stadtteil führt die (hier vierspurig ausgebaute) Bundesstraße 210 (Auricher Straße) von Emden nach Wilhelmshaven. Sie bildet die Hauptausfallstraße Emdens in Richtung Norden und gehört daher zu den am stärksten befahrenen Abschnitten von Bundesstraßen in Ostfriesland. Der Siedlungsschwerpunkt befindet sich westlich der Bundesstraße und östlich der parallel verlaufenden und heute abgebauten Strecke der Kreisbahn Emden–Pewsum–Greetsiel, an der Harsweg bis zur Betriebseinstellung im Mai 1963 einen Haltepunkt hatte. Der Haltepunkt Hinte-Harsweg lag an der Bahnstrecke Rheine–Norddeich Mole. Der Stadtteil wird im Westen vom Hinter Tief begrenzt. 
Hier befindet sich außerdem ein Friedhof, der – wie früher üblich – an einer kleinen Warft angelegt wurde. Der Friedhof ist mittlerweile auf umliegende, ebenerdige Ländereien erweitert. Auf der Warft steht eine Friedhofskapelle, die jedoch nicht mehr als solche genutzt wird. Diese stammt vermutlich aus dem 15. bis 16. Jahrhundert. 
Gleich in der Nähe des Friedhofs liegt ein landwirtschaftliches Nutzgebiet (Domänengelände).

## Geschichte
Während des Krieges war Emden 80-mal das Ziel alliierter Bomber während des Luftkriegs. Die mit der Flugabwehr betrauten Wehrmachtssoldaten versuchten, durch Vernebelung die Zielauffassung der feindlichen Flugzeuge zu verhindern. Dadurch kam es teilweise zu unkontrollierten Abwürfen, so dass auch die Vororte von einzelnen Bomben getroffen wurden. Schäden waren auch in Harsweg zu verzeichnen.
Harsweg wurde zum 1. Oktober 1945 nach Emden eingemeindet. Diesem Prozess vorausgegangen waren jedoch langwierige Verhandlungen zwischen dem Emder Oberbürgermeister Georg Frickenstein und dem ehrenamtlichen Bürgermeister der Gemeinde Harsweg, Gretus Dirksen. Frickenstein hatte sich daher bereits Anfang Juni 1945 vorgenommen, mit den Bürgermeistern von Harsweg, Uphusen und Larrelt Kontakt aufzunehmen und sie von der Notwendigkeit der Eingemeindung zu überzeugen. Die im Zweiten Weltkrieg stark zerstörte Stadt hatte kaum genug Platz, um des ganzen Trümmerschutts Herr zu werden. Zudem verliefen die Stadtgrenzen (die 1928 eingemeindeten Orte Wolthusen und Borssum bereits berücksichtigt) immer noch eng an der Bebauung. Die Emder Gemüsebauern konnten nicht länger im Stadtgebiet verbleiben, wo jeder Quadratmeter Platz für den Wiederaufbau benötigt wurde. Zudem verwies Frickenstein in einem Antrag an den Regierungspräsidenten auf Eingemeindung vom 9. August 1945 darauf, dass die Vororte sowohl die Schulen als auch das (zu jenem Zeitpunkt aber noch nicht wiederaufgebaute) Emder Krankenhaus nutzen würden. Die Gemeinde Harsweg lehnte jedoch zunächst die Eingemeindung ebenso ab wie Larrelt und Uphusen, gab ihren Widerstand jedoch auf, nachdem die Stadt vertraglich umfangreiche Zugeständnisse über die künftige Entwicklung Harswegs gemacht hatte. Dazu gehörten die Sicherung des Schulstandortes, die Renovierung von Straßen und Häusern sowie der Anschluss an die Infrastruktur der Stadt (Gas, Elektrizität, Busverkehr). Der Beitrittsvertrag wurde am 22. September unterzeichnet und trat am 1. Oktober 1945 in Kraft.